# Octopus's Garden
Octopus's Garden is een in 1968 door Ringo Starr van The Beatles geschreven lied. Hij kreeg bij het schrijven enige hulp van George Harrison. Het nummer staat op naam van Richard Starkey (Starrs echte naam). Hij zong het liedje zelf. Het verscheen op 26 september 1969 op het album Abbey Road. 
Hierna verscheen het nummer op het blauwe compilatie-album - de laatste drie Beatles-jaren - dat op 19 april 1973 werd uitgebracht. Op 20 november 2006 verscheen het tevens op het soundtrackalbum Love.
Starr schreef de eerste versie van het liedje op Sardinië, waar hij in augustus 1968 een vaartocht maakte op het jacht van Peter Sellers. De schipper vertelde hem over de gewoonte van octopussen om het territorium voor hun grot te versieren met kleurige stenen, blikjes en flessen, alsof ze hun tuin inrichten. Starr bedacht dat de tuin van een octopus een prettige plaats moest zijn om te verblijven. Zo kwam hij op het idee om daar een liedje over te maken.

## Opname
The Beatles werkten al even aan het nummer tijdens de mislukte Get Back-sessies in januari 1969, maar ze pakten het pas serieus op tijdens de opnamen voor het album Abbey Road. Op 26 april 1969 namen ze 35 ‘takes’ op. Twee daarvan zijn te horen op Anthology 3. Op 29 april werd de zang van Ringo Starr opnieuw opgenomen, al werd deze opname later toch niet gebruikt. Op 17 juli werd gewerkt aan de achtergrondzang en de geluidseffecten (zo blies Ringo met een rietje bellen in een glas water). Op 18 juli werd de definitieve versie van Ringo's zangpartij opgenomen.
De bezetting was:
- Ringo Starr, zang, drums
- George Harrison, sologitaar, achtergrondzang
- Paul McCartney, basgitaar, piano, achtergrondzang
- John Lennon, slaggitaar, achtergrondzang

## Covers
- The Muppets (en wel Robin de Kikker, Kermit de Kikker en Miss Piggy) zongen het nummer in een Amerikaanse uitzending van The Muppet Show op 7 oktober 1978.
- Oasis verwerkte delen van Octopus's Garden in zijn nummers The Masterplan en Take Me Away.
- Reparata & the Delrons brachten het nummer in 1972 uit als single. Het werd geen hit.

## Trivia
- In (500) Days of Summer, een comedy-drama-film uit 2009, merkt Summer Finn (vertolkt door Zooey Deschanel) in een platenwinkel op dat Octopus's Garden haar favoriete Beatles-nummer is. Tom Hanson (vertolkt door Joseph Gordon-Levitt) antwoordt daarop dat niemand Ringo Starr leuk vindt, waarop Finn op haar beurt antwoordt: "Dat is wat ik zo leuk aan hem vind."